# Isabel Mijares
María Isabel Mijares García-Pelayo (Mérida, España, 1942 - Madrid, 11 de febrero de 2024) fue una enóloga española, considerada la primera mujer en ejercer la profesión y en dirigir una bodega en España. En 1982 se convirtió en la primera mujer en presidir un consejo regulador del vino, la denominación de origen protegida Valdepeñas. Estuvo al frente del equipo TEAM, que elabora anualmente la Guía Repsol de vinos.

## Trayectoria
Hija de un militar leonés y de madre extremeña en una familia de ocho hermanos, pasó la infancia en su ciudad natal, Mérida, donde cursó bachillerato y Magisterio. En 1959 se trasladó a Madrid para estudiar Químicas en la Universidad Complutense. En 1967 consiguió una beca del Gobierno francés para cursar enología en el Instituto de Enología de la Universidad de Burdeos, donde se licenció. Durante estos años colaboró con Émile Peynaud, padre de la enología moderna, en las especialidades de dirección de bodegas, instalación de nuevas plantas, envejecimiento de vinos y muy especialmente en análisis sensorial. Posteriormente, y gracias a una beca de la Fundación Juan March volvió a Burdeos para realizar el doctorado en enología bajo la dirección de Peynaud. En 1970 obtuvo el Diploma Nacional de Degustación de Vinos del Instituto de Enología de Burdeos. En aquellos años, tradujo al español El Gusto del Vino, de Peynaud.
De vuelta a España, fue la primera enóloga en estar al frente de una bodega, Palacio de Arganza, en Villafranca del Bierzo. Más tarde, tras su matrimonio, montó en Madrid junto a su hermano como director comercial, un laboratorio de análisis y control enológico para ofrecer asesoría externa a las bodegas que no contaba con la propia.
Fue secretaria general de la Unión Internacional de Enólogos, y en 1982 se convirtió en la primera mujer que presidió una Denominación de Origen del vino, la Denominación de Origen Valdepeñas (1982-1987) así como jefa de proyectos en Naciones Unidas de asesoramiento a los gobiernos sobre prácticas vitivinícolas. Viajó por distintos países de Hispanoamérica, pero también de Europa.
Fundó junto a José Antonio Sáez Equipo TEAM (Técnicas Enológicas y Alimentarías Mijares S.L.), empresa que irá adquiriendo gran importancia en el sector.
Desde el primer momento, la actividad de Mijares es amplia, ocupando todos los puestos de responsabilidad e influencia en el sector: fundación de empresas, dirección de denominaciones de origen, cursos, conferencias, miembro de jurados de concursos internacionales, etc.
Murió en Madrid la madrugada del 11 de febrero de un infarto de miocardio.

## Obra
Tiene numerosos artículos en revistas especializadas. Su obra más reconocida es la Guía Repsol de vinos, a cargo del Equipo Team, referencia en el sector.

### Libros
- 1992. Curso de vinos latinoamericanos y Curso de vinos españoles, ambos en colaboración con José Antonio Sáez Illobre.
- 1995. EL vino, de la cepa a la copa, con José Antonio Sáez Illobre.

- 1996. Colección de Guías de vinos y bodegas. Editorial El País-Aguilar en colaboración con José Antonio Sáez Illobre.

## Premios
Han sido numerosos los premios y reconocimientos recibidos. Entre ellos:
- 1979. Ganadora del Concurso Internacional de Cata en París.
- 1981. Ganadora del Concurso Internacional de Cata en Turín.[8]
- 1986. Commandeur, otorgado por la Commanderie des Vins de Bordeaux
- 1986. Sillón Santa Teresa y académica de número de la Real Academia Española de Gastronomía.
- 1988. Hija Adoptiva de la Ciudad de Valdepeñas, de cuya denominación de origen fue presidenta.
- 1990. Premio Víctor de la Serna a la mejor promoción del vino español, concedido por la Real Academia Española de Gastronomía.
- 1990. Premio Conquistadores en Badajoz.
- 1991. Commandeur de la Commanderie de Beau Temps de Bordeaux.
- 1992. Dama del Miajón de Los Castuos, de Almendralejo.
- 1994. Presidenta del Club de Mujeres Charter 100 fundado en EE. UU., delegación España.
- 1995. Medalla al Mérito Agrícola del gobierno francés en el grado de Chevalier.
- 1997. Profesor Honorario por la Universidad Juan Agustín Maza de Mendoza (Argentina).
- 1998. Viticultora de Honor por el Gobierno de Bento Gonzalves (Brasil).
- 1998. Viticultora de Honor por el Gobierno de Uruguay.
- 1999. Miembro Honorario por la Cofradía del Mérito Vitivinícola de Chile.
- 2001. Medalla de Oro al Mérito Vitivinícola otorgado por la Federación Española de Enólogos.
- 2002. Medalla del mérito vinícola del Club de la Unión de Santiago de Chile.
- 2004. Orden al Mérito por servicios distinguidos en el grado de Comendador, otorgada por el Gobierno de Perú.
- 2006. Reconnaissance au Grand Prix de la Science et de l’alimentation 2005, otorgado por la Academia Internacional de Gastronomía.
- 2008. Premio especial del Concurso Internacional Femmes et Vins du Monde.
- 2009. Química del año.
- 2012. Musa del Vino otorgado por la Cámara de Comercio de Badajoz.
- 2012. Ciudadana  Meritoria de la Ciudad de Tarija y la Provincia Cercado, en Bolivia.
- 2017. Cátedra de Enología María Isabel Mijares en México.[9]
- 2017. Premio Cervantes de Gastronomía (Alcalá de Henares)
- 2018. Medal of Honor Gastronomic Culture, World Gastronomy Institute (WGI)
- 2019. Enofusión.[10]
- 2019. Premio Mujer y Vino de la D. O. Ribeiro.[11]